# Tsvi Piran
Tsvi Piran (in ebraico צבי פירן‎?; Tel Aviv, 6 maggio 1949) è un astrofisico israeliano, professore ordinario di fisica teorica presso l'Università Ebraica di Gerusalemme, in Israele. Titolare della cattedra Schwarzmann di fisica teorica dal 2004, la ricerca di Piran è focalizzata nell'ambito dell'astrofisica delle alte energie, dei lampi gamma e della relatività generale.

## Carriera accademica
Nato a Tel Aviv, ha conseguito la laurea triennale nel 1970 e la laurea magistrale in fisica nel 1972 presso l'Università di Tel Aviv. Successivamente consegue il dottorato di ricerca nel 1976 all'Università Ebraica di Gerusalemme sotto la supervisione di Jacob Shaham e Joseph Katz con una tesi sui processi astrofisici in prossimità dei buchi neri che gli è valsa il premio Landau.
Ha continuato la sua carriera accademica come ricercatore postdoc presso l'Università del Texas ad Austin nel gruppo di relatività numerica di Bryce S. DeWitt dal 1977 al 1979, e successivamente all'Istituto per gli Studi Avanzati di Princeton dal 1979 al 1981. Dal 1981 presta servizio come ricercatore presso l'Università Ebraica di Gerusalemme e, nella stessa, è successivamente nominato professore ordinario di astrofisica nel 1986. Dal 1986 fino al 2023 Piran ha tenuto regolarmente il corso di relatività generale e gravitazione presso l'Università Ebraica di Gerusalemme.
Tra i suoi studenti di dottorato si annoverano, in particolare, Re'em Sari, Ehud Nakar e Amos Ori, divenuti tutti professori ordinari presso l'Università Ebraica, l'Università di Tel Aviv e il Technion, rispettivamente.

## Principali contributi
La ricerca di Piran si è focalizzata sia sugli aspetti teorici e numerici della relatività generale che sull'astrofisica delle alte energie. Nel 1985 ha scritto il primo codice numerico che calcola il collasso e la formazione di un buco nero rotante e la risultante forma d'onda della radiazione gravitazionale.
Successivamente la ricerca di Piran si è concentrata sui gamma-ray burst (GRB) ed è stato tra i primi, assieme a Eichler, Livio e Schramm, a proporre che la loro natura fosse extragalattica, come poi confermato nel 1997 con la scoperta che il bagliore residuo (afterglow) dei GRB è affetto da redshift cosmologico. Negli stessi anni Piran ha posto le basi per il fireball model per i GRB, oggi generalmente accettato dalla comunità astrofisica, teoria poi ulteriormente sviluppata per spiegare teoricamente l'evoluzione dell'afterglow dei GRB e i jet astrofisici dai GRB.
Oltre a questi lavori, Piran ha dato contributi su alcuni problemi di astrofisica relativistica e relatività generale, dimostrando la dipendenza critica della stabilità dei dischi di accrescimento dai meccanismi di raffreddamento e riscaldamento. Ha inoltre fornito uno dei più forti controesempi all'ipotesi della censura cosmica, dimostrato l'instabilità della struttura interna di un buco nero. e che l'insorgere dell'inflazione non è del tutto generico e richiede specifiche condizioni iniziali.
La ricerca di Piran conta più di 42 000 citazioni e un indice H di 102.

## Vita privata
È sposato con la fisica teorica Dalia S. Goldwirth, da cui ha avuto due figlie.

## Riconoscimenti
Piran risulta vincitore di tre ERC Advanced Grant rispettivamente nel 2009, 2015 e 2022, e nel 2019 il premio EMET. Piran ha ricevuto un premio Marcel Grossmann per il 2021.